# 白海棠大理石
白海棠大理石是中华人民共和国云南省出产的一种大理石，因其具有灰色月牙形花纹，形似海棠花，因而有此名称，该名称最早来自陆良县母鸡山所出产的石材。中华人民共和国国家标准《天然石材统一编号》（GB/T 17670-2008）的编号为M5325，英文名为。
白海棠大理石形成于早石炭世时期，由当地海洋生物（该地区在当时为浅海环境）的硬体及其碎屑沉积而成，这些生物主要包括腕足类、海百合及有孔虫。石材中的海棠花纹实际上就是这些海洋生物的沉积物。
白海棠大理石矿藏点较多，但是分布较为分散，一些早期发现的矿藏点已经枯竭。部分矿藏地位于石林风景名胜区及汕昆高速公路范围内，根据法律规定不能开采。